# Geopelia maugeus
La tortolita de Timor o tortolita de barras (Geopelia maugeus) es una especie de ave columbiforme de la familia de las palomas (Columbidae).

## Distribución geográfica
Es endémica de las islas menores de la Sonda (Indonesia y Timor Oriental). Se encuentra en todas las islas de la Sonda, desde Sumbawa hasta las islas Barat Daya y desde Sumba hasta las islas Kai y en muchas islas pequeñas intermedias. Parece ser una especie bastante adaptable.